# Jedyńce
Jedyńce (rum. Edineț) – miasto w północnej Mołdawii, 22 tysięcy mieszkańców (2006). Stolica rejonu Jedyńce.

## Galeria

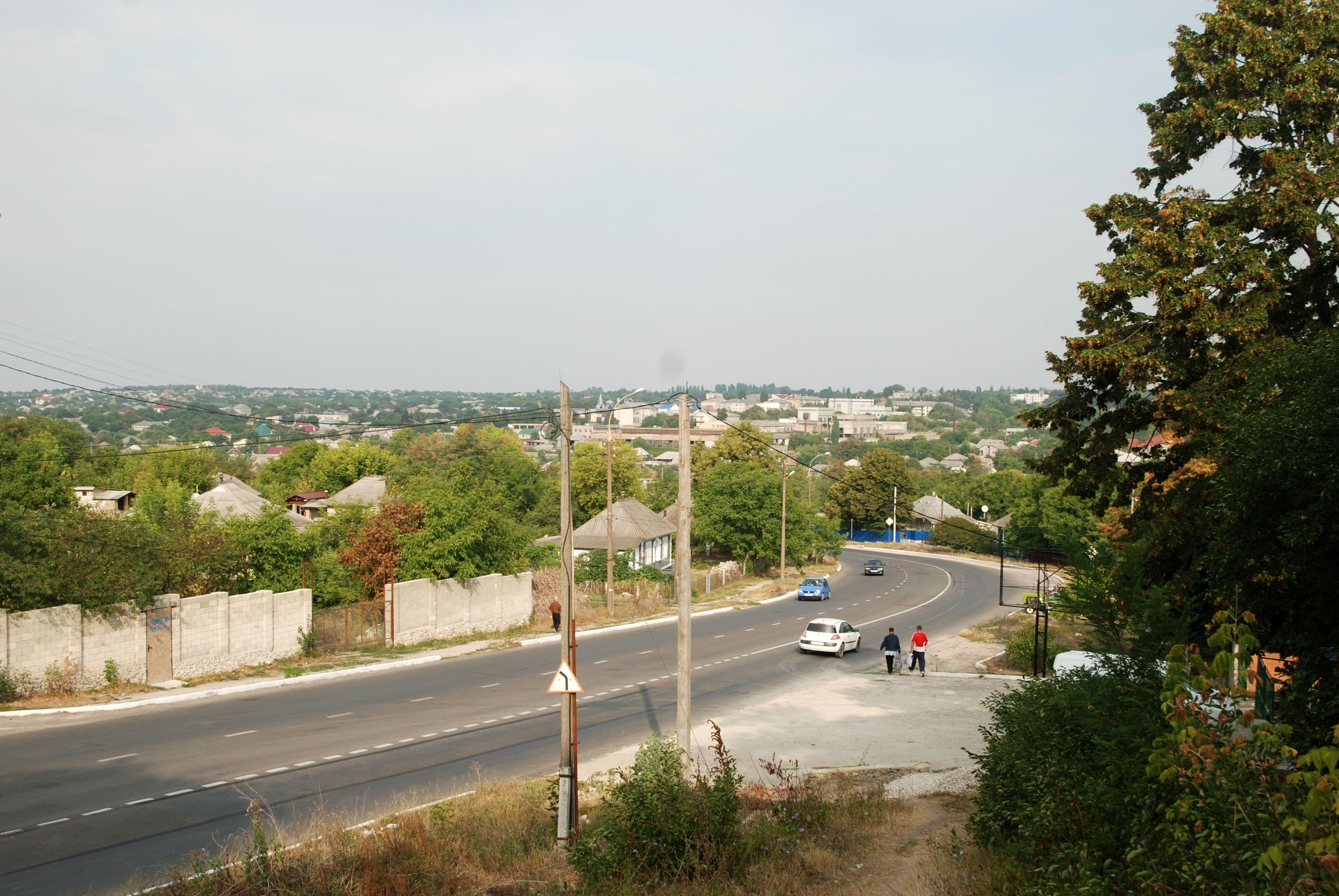
Panorama miasta
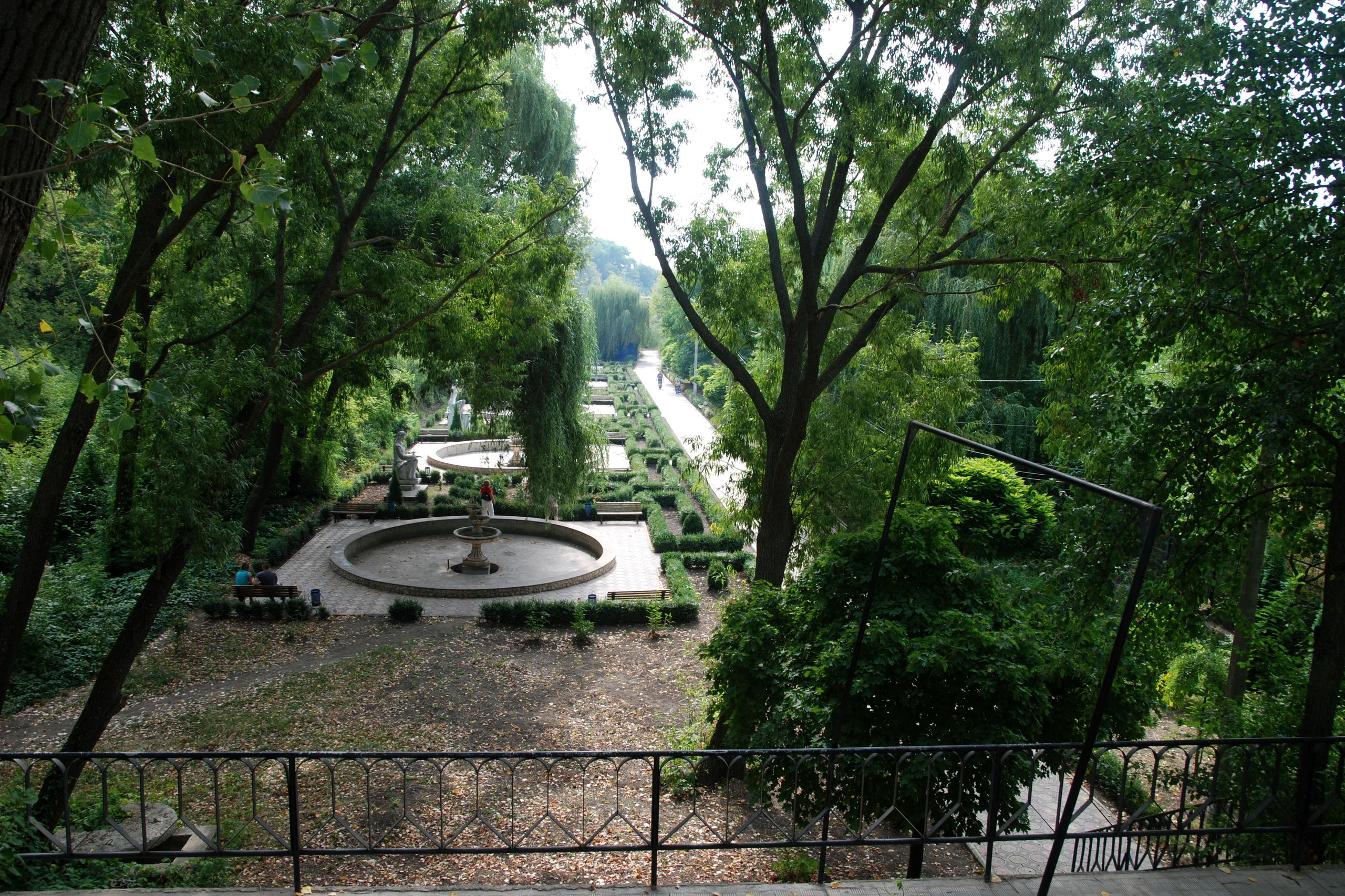
Park miejski
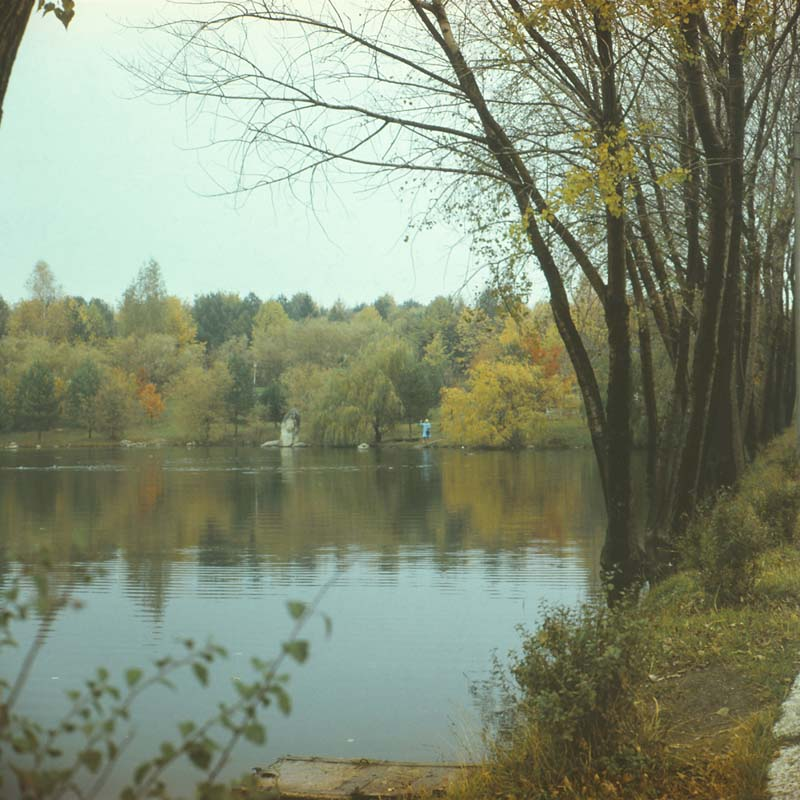
Park w latach 80.
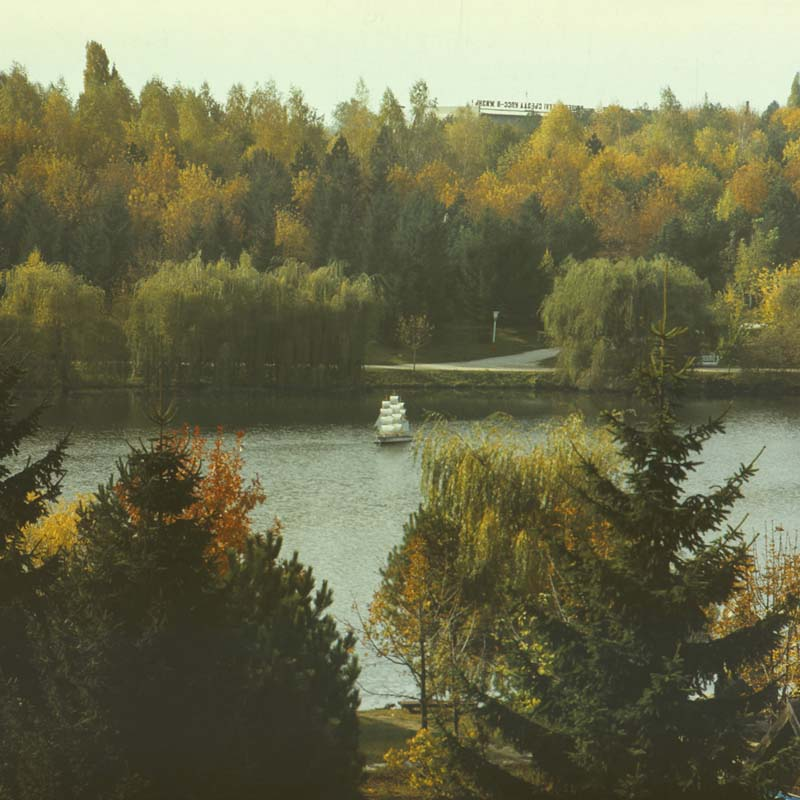